# State of Origin 2018
 (décembre 2018).
Navigation
Édition précédente Édition suivante
Le State of Origin 2018 est la trente-septième édition du State of Origin, qui se déroule du 6 juin au 11 juillet 2018 avec trois matchs au Melbourne Cricket Ground de Melbourne, à l'ANZ Stadium de Sydney et au Suncorp Stadium de Brisbane.

## Déroulement de l'épreuve

### Première rencontre
(mt : 6 - 8)
Points marqués :
- Queensland : 2 essais d'Holmes (28e), Gagai (43e), 2 transformations d'Holmes (30e, 45e)
- Nouvelle-Galles du Sud : 4 essais de Tedesco (22e), Mitchell (48e), T. Trbojevic (51e), Addo-Carr (70e), 2 transformations de Maloney (23e, 51e) - 1 pénalité de Maloney (18e)

Évolution du score : 
Homme du match : James Tedesco
Arbitre : Ashley Klein et Gerard Sutton
Spectateurs : 87 122
Composition des équipes :
- Queensland : Michael Morgan - Valentine Holmes, Greg Inglis (c), Will Chambers, Dane Gagai - Cameron Munster, Ben Hunt - Dylan Napa, Andrew McCullough, Jarrod Wallace, Gavin Cooper, Felise Kaufusi, Josh McGuire - Josh Papalii, Coen Hess, Jai Arrow, Anthony Milford - Entraîneur : Kevin Walters
- Nouvelle-Galles du Sud : James Tedesco - Tom Trbojevic, Latrell Mitchell, James Roberts, Josh Addo-Carr - James Maloney, Nathan Cleary - David Klemmer, Damien Cook, Reagan Campbell-Gillard, Boyd Cordner (c), Tyson Frizell, Jack de Belin - Paul Vaughan, Jake Trbojevic, Angus Crichton, Tyrone Peachey - Entraîneur : Brad Fittler

### Deuxième rencontre
(mt : 12 - 10)
Points marqués :
- Nouvelle-Galles du Sud : 3 essais d'Addo-Carr (25e), Cordner (31e, pen), Mitchell (50e), 3 transformations de Maloney (27e, 33e, 50e)
- Queensland : 3 essais d'Holmes (13e), Gagai (20e), Chambers (63e), 1 transformation d'Holmes (21e)

Évolution du score : 
Homme du match : Boyd Cordner
Arbitre : Ashley Klein et Gerard Sutton
Spectateurs : 82 223
Composition des équipes :
- Nouvelle-Galles du Sud : James Tedesco - Tom Trbojevic, Latrell Mitchell, James Roberts, Josh Addo-Carr - James Maloney, Nathan Cleary - David Klemmer, Damien Cook, Matt Prior, Boyd Cordner (c), Tyson Frizell, Jack de Belin - Paul Vaughan, Jake Trbojevic, Angus Crichton, Tyrone Peachey - Entraîneur : Brad Fittler
- Queensland : Billy Slater - Valentine Holmes, Greg Inglis (c), Will Chambers, Dane Gagai - Cameron Munster, Ben Hunt - Dylan Napa, Andrew McCullough, Jarrod Wallace, Gavin Cooper, Felise Kaufusi, Josh McGuire - Kalyn Ponga, Josh Papalii, Coen Hess, Jai Arrow - Entraîneur : Kevin Walters

### Troisième rencontre
(mt : 8 -12)
Points marqués :
- Queensland : 3 essais d'Holmes (10e, 51e), Cherry-Evans (57e), 2 transformations d'Holmes (11e, 58e) , 1 pénalité d'Holmes (30e)
- Nouvelle-Galles du Sud : 2 essais de T. Trbojevic (36e), Tedesco (39e), 2 transformations de Cleary (38e, 40e)

Évolution du score : 
Homme du match : Billy Slater
Arbitre : Ashley Klein et Gerard Sutton
Spectateurs : 51 214
Composition des équipes :
- Queensland : Billy Slater (c) - Valentine Holmes, Dane Gagai, Will Chambers, Corey Oates - Cameron Munster, Daly Cherry-Evans - Jai Arrow, Andrew McCullough, Josh Papalii, Gavin Cooper, Felise Kaufusi, Josh McGuire - Ben Hunt, Jarrod Wallace, Coen Hess, Tim Glasby - Entraîneur : Kevin Walters
- Nouvelle-Galles du Sud : James Tedesco - Tom Trbojevic, Latrell Mitchell, James Roberts, Josh Addo-Carr - James Maloney, Nathan Cleary - David Klemmer, Damien Cook, Paul Vaughan, Boyd Cordner (c), Tyson Frizell, Jake Trbojevic - Jack de Belin, Tariq Sims, Angus Crichton, Tyrone Peachey - Entraîneur : Brad Fittler

## Médias
Les droits télévisuels appartiennent à Channel Nine en Australie, Sky Sports en Nouvelle-Zélande, BeIN Sport en France, Premier Sport au Royaume-Uni, Fox Soccer aux États-Unis, Sportsnet World au Canada.